# Guckaisee
Der Guckaisee ist ein kleiner See im Naturpark Hessische Rhön ca. 4 km östlich von Poppenhausen und liegt in dessen Ortsteil Rodholz.
Er befindet sich in einer Talsohle zwischen Eube im Süden und Pferdskopf im Norden, während die Wasserkuppe im Nordosten in 2 km Entfernung aufragt. Er ist der einzige natürlich entstandene See in der hessischen Rhön; vermutlich wurde der Bachlauf durch einen Bergrutsch aufgestaut. Vor allem am Pferdskopfsüdhang kann man die Bergrutschmassen gut erkennen. Gespeist wird der See von der Lütter, die etwa 700 m nordöstlich entspringt. Früher diente er als Fischweiher und zur Eisgewinnung für Brauereien. Mittlerweile ist der Guckaisee zweigeteilt: der untere Teil wird als Badesee genutzt, der obere wird von einem Angelverein genutzt und ein Betreten ist verboten. Die Wasserqualität des Sees wurde 2014 von der EU als „ausgezeichnet“ eingestuft. Diese Angebote sowie das Vorhandensein eines Naturlehrpfads und der Gaststätte Guckai-Stuben machen ihn zu einem beliebten Wanderziel in der Rhön. An dem See führt die Extratour „Guckaisee“ des Hochrhöners vorbei. Der Guckaisee ist der größte natürliche See in Hessen. Er gehört seit 1969 dem Landkreis Fulda, der See und Gasthaus renovieren und modernisieren ließ.

## Einzelnachweise

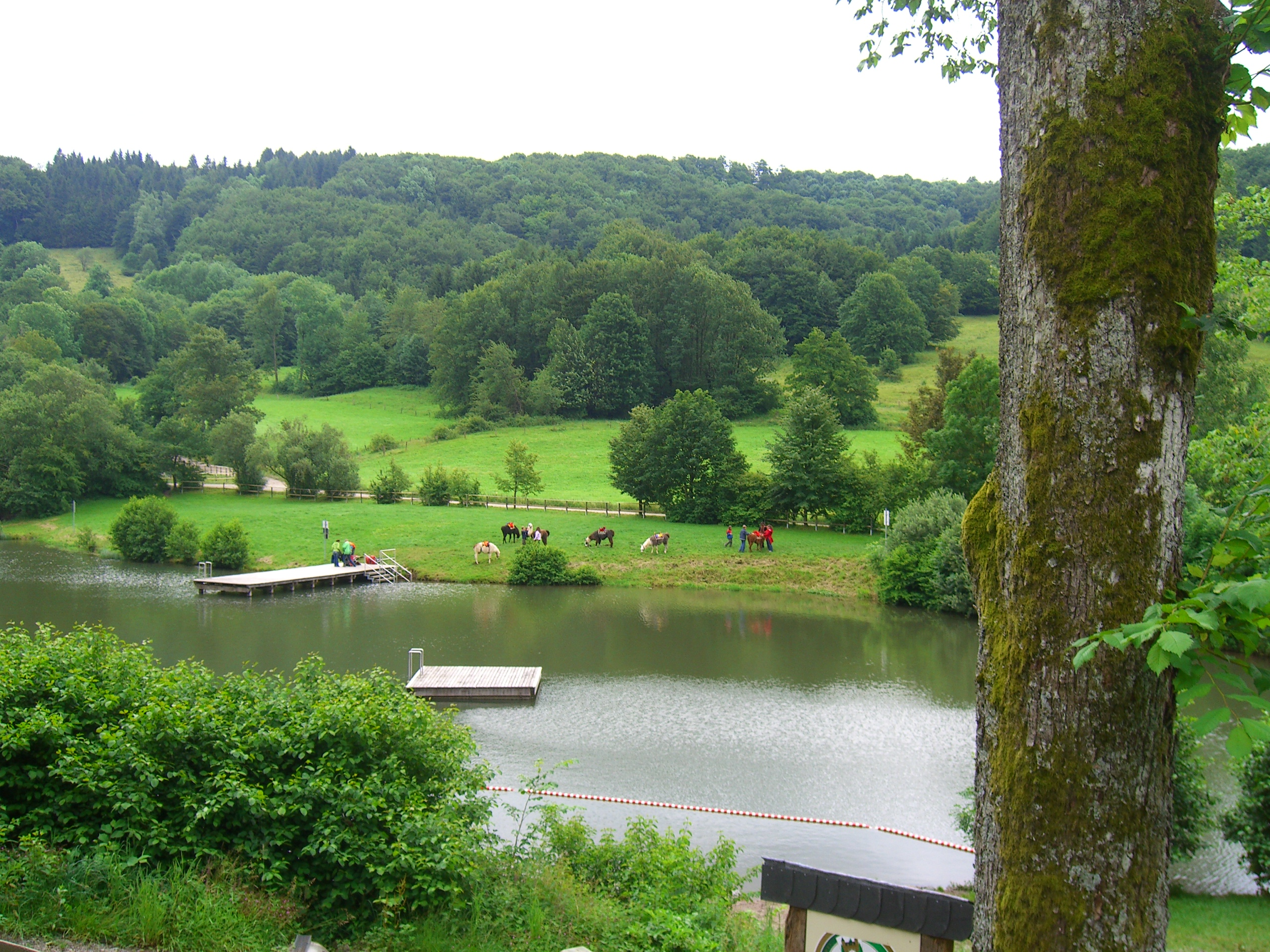
Der Badesee im Sommer 2005